# Pointe de Gatseau
La pointe de Gatseau est un cap sablonneux situé sur le littoral de la commune de Saint-Trojan-les-Bains, dans le département de la Charente-Maritime, dans le Sud-Ouest de la France. 
Constituant le point le plus méridional de l'île d'Oléron, elle fait face à la pointe Espagnole et à la Côte sauvage de la presqu'île d'Arvert et marque la séparation entre l'océan Atlantique et le redoutable pertuis de Maumusson.

## Caractères généraux du site
La pointe de Gatseau est avant tout une langue de sable qui s'étire tout au sud de l'île d'Oléron et qui a été formée par les puissants courants marins qui assaillent de part et d'autre la vaste dune qui s'enfonce dans le pertuis de Maumusson.
La puissance des courants marins, les forts remous caractéristiques des phénomènes de maelstrom — décrits avec précision par Victor Hugo lors de son voyage dans la région — et la formation de déferlantes en font un lieu potentiellement dangereux pour les marins et tout autre navigateur dont les plaisanciers, en particulier par mauvais temps. 
Les courants marins génèrent également un phénomène d'érosion marine particulièrement marqué, caractérisé par un recul constant de la côte et la disparition de portions importantes de la dune, notamment lors des grandes houles d'hiver. 
Véritable « balcon » naturel, la pointe de Gatseau permet d'appréhender d'un seul coup d'œil la côte d'Arvert, la petite station balnéaire de Ronce-les-Bains, le pont de l'île d'Oléron et le clocher de l'église de Marennes, haut de 85 mètres et seul véritable amer des environs. C'est un lieu de pêche apprécié avec la pratique de la pêche à pied et un lieu de détente avec la pratique du surf casting et de la baignade. Cependant, les bains de mer doivent être pris avec précaution et sont assez peu encouragés en raison des courants forts et imprévisibles, des phénomènes dangereux de baïnes et de la présence de petites « fosses » — qui font qu'il est facile de perdre pied en quelques mètres seulement !
Les abords de ce site remarquable sont occupés par la forêt domaniale de Saint-Trojan, immense pinède qui constitue le prolongement insulaire de la forêt domaniale de la Coubre. Cette flèche de sable est délimitée à l'est par la Grande Baie de Gatseau, petite anse naturelle abritant une flore et une faune d'une grande diversité, protégée au niveau européen dans le cadre du réseau de protection des espaces naturels de grande valeur patrimoniale Natura 2000, et inscrite dans une zone naturelle d'intérêt écologique, faunistique et floristique (ZNIEFF) de type I (petits espaces homogènes). Le p'tit train de Saint-Trojan y a son terminus.
En saintongeais, « gâter » signifie gâcher et « sau », sel. La pointe de Gâte-Sau tirerait ainsi son nom des dégâts produits par la mer sur les cargaisons de sel transportées par les navires en provenance de la région de Marennes. Cette denrée était extrêmement rare autrefois dans les pays du Nord de l'Europe étant très recherchée pour la conservation des aliments et du poisson.